# Jubilee House
Golden Jubilee House, más conocida como Jubilee House, es la residencia oficial del Presidente de Ghana, allí se encuentra el despacho presidencial. Está construida en el sitio de un edificio que fue construido y utilizado con fines administrativos por el gobierno la Costa de Oro británica. La sede anterior del gobierno de Ghana es el castillo de Osu. Anteriormente se la conocía como The Flagstaff House (La Casa de asta de la bandera).

## Historia
La casa de Flagstaff fue reconstruida e inaugurada por el gobierno de John Agyekum Kufuor con el nombre de Golden Jubilee House en noviembre de 2008, cuando se completó la construcción entre el 70% y el 80%. En enero de 2009, el gobierno entrante del presidente John Atta Mills trasladó la oficina del presidente de regreso al Castillo de Osu y luego cambió el letrero en frente del edificio a su nombre original alegando que el gobierno anterior no había utilizado un instrumento legislativo para efectuar el cambio. como lo exige la ley. El gobierno de Mills fue a su vez criticado por el nombre que otorgó Flagstaff House al edificio por parte del gobierno británico de Costa de Oro que glorifica el pasado de Ghana en la Costa de Oro. La sede del gobierno se trasladó de nuevo a Flagstaff House en enero de 2013.

## Costo de construcción
El presupuesto original para la reconstrucción de $ 30 millones fue un préstamo del gobierno de la India. Sin embargo, el periodista de la BBC David Amanor informó que la construcción podría haber costado entre $ 45 y $ 50 millones. La construcción del palacio fue supervisada por un contratista indio que usó subcontratistas de Ghana.

## Eventos notables
- El 24 de febrero de 1966, los soldados irrumpieron en la casa de Flagstaff como parte de un golpe militar que derrocó al primer presidente de Ghana, Kwame Nkrumah,[6] en un golpe presuntamente apoyado por la CIA.
- En 2002, miles de mujeres liberianas encabezadas por Leymah Gbowee realizaron una protesta silenciosa frente al palacio presidencial anterior en Acra y exigieron una resolución a la guerra civil del país. Sus acciones lograron un acuerdo que logró la paz en Liberia después de una guerra civil de 14 años. La historia se cuenta en una película documental de 2008 llamada Pray the Devil Back to Hell.
- En julio de 2009, el presidente de aquel entonces, John Atta Mills, recibió al Presidente de los Estados Unidos, Barack Obama, y a su familia.[7]

## Reconstrucción
La reeducación del palacio presidencial y el edificio por parte del gobierno de John Agyekum Kufour, quien pertenecía al gobernante Nuevo Partido Patriótico (PNP), fue criticada por el partido opositor NDC durante las elecciones de 2008. Cuando el 7 de enero de 2009 el gobierno de NDC asumió el cargo se negó a utilizar Flagstaff House, prefiriendo el castillo de Osu como sede del gobierno. La casa fue utilizada temporalmente como oficinas para el Ministerio de Asuntos Exteriores.